# Charles Campbell (Politiker)
Charles Campbell (* um 1695; † 8. Oktober 1741 auf Jamaika) war ein britischer Offizier und Politiker, der zweimal als Abgeordneter für das House of Commons gewählt wurde.
Charles Campbell entstammte dem schottischen Clan Campbell. Er war der zweite Sohn des Unterhausabgeordneten Hon. John Campbell (um 1660–1729), Gutsherr von Mamore in Dunbartonshire, aus dessen Ehe mit Elizabeth Elphinstone (1677–1758), einer Tochter von John Elphinstone, 8. Lord Elphinstone. Sein Vater war der zweite Sohn des Archibald Campbell, 9. Earl of Argyll (1629–1685). Zu seinen Brüdern gehörten John Campbell, 4. Duke of Argyll und William Campbell.
Campbell trat 1726 als Ensign des 12th Regiment of Foot in die British Army ein. 1728 wechselte er zum 3rd Regiment of Foot Guards, 1733 wurde er zum Captain des 15th Regiment of Foot befördert. 1741 wurde er Major der Robinson’s Marines und im selben Jahr zum Lieutenant-Colonel des 61th Regiment of Foot befördert.
Er bewohnte das Gut Auchnacreive bei Kilchrenan in Argyllshire. Nachdem der mit ihm verwandte Sir James Campbell, 2. Baronet zugunsten des Mandats von Stirlingshire auf sein Mandat für Argyllshire verzichtet hatte, wurde Charles Campbell mit Unterstützung seines Cousins John Campbell, 2. Duke of Argyll bei einer Nachwahl am 27. April 1736 als Abgeordneter für Argyllshire gewählt. Als Interessenvertreter seines Cousins gehörte er im House of Commons der Opposition gegen die Regierung von Robert Walpole an. 1739 stimmte er gegen ein Abkommen mit Spanien, das einen Krieg mit Spanien verhindern sollte. Bei der Unterhauswahl im Juni 1741 wurde er wiedergewählt, doch er starb wenig später als Militär auf Jamaika.
Er war unverheiratet geblieben.